# San Pio delle Camere
San Pio delle Camere là một đô thị thuộc tỉnh L'Aquila trong vùng Abruzzo của Ý. Ý. Đô thị này có diện tích 17 km², dân số 554 người. Các làng trực thuộc: Castelnuovo di San Pio delle Camere. Các đô thị giáp ranh gồm: Barisciano, Caporciano, Carapelle Calvisio, Castelvecchio Calvisio, Prata d'Ansidonia